# Phyzelaphryninae
Phyzelaphryninae – podrodzina płazów bezogonowych z rodziny Eleutherodactylidae.

## Zasięg występowania
Podrodzina obejmuje gatunki występujące we wschodniej i północno-wschodniej Brazylii oraz w regionie Wyżyny Gujańskiej w północno-wschodniej Ameryce Południowej oraz w górnym dorzeczu Amazonki.

## Podział systematyczny
Do podrodziny należą następujące rodzaje:
- Adelophryne Hoogmoed & Lescure, 1984
- Phyzelaphryne Heyer, 1977